# Bispen
Bispen er navnet på det offentlige kulturhus i Haderslev, der rummer Haderslev Bibliotek, men også Månen, Bispens Café, Aktivitetshuset og Historisk arkiv for Haderslev Kommune.